# داروونه
داروونه (به لهستانی:  Darowne) یک روستا در لهستان است که در گمینا اوپوله لوبلسکیه واقع شده‌است.